# Léman 2030
Léman 2030 ist ein Eisenbahnprojekt im Gebiet des namensstiftenden Lac Léman (Genfersee).

## Hintergrund
In den 2000er Jahren hat sich das Beförderungsaufkommen im Personenverkehr auf der Bahnstrecke Lausanne–Genf ungefähr verdoppelt, von täglich 25'000 auf 50'000 Passagiere. Bis 2030 wird eine weitere Verdoppelung auf über 100'000 Personen prognostiziert. Mit Léman 2030 soll für diese Entwicklung vorgesorgt werden.

## Planung
Kernstück des Ausbaues ist der Bahnhof Lausanne: 2021 begannen die Bauarbeiten zum Neubau und der Verlängerung der Perrons auf 420 Meter sowie der Verbesserung des Zugangs mit zusätzlichen Unterführungen. Diese Verlängerung ermöglicht den Einsatz von 400 m langen Bombardier-Twindexx-Doppelkompositionen, die 1050 Sitzplätze fassen.
Bereits abgeschlossen ist der Bau des neuen Bahnhofs von Prilly-Malley, einem Stadtteil von Lausanne. Darauf folgt der Ausbau der Strecke Renens–Lausanne von drei auf vier Spuren mit einer Überwerfung. Ziel dieser Bauten ist der S-Bahn-Viertelstundentakt zwischen Cully und Cossonay.
Am Bahnhof Renens wird ein zusätzliches Gleis gebaut. Auch soll der Zugang für behinderte Personen oder Kinderwagen verbessert werden. Zu der bestehenden Personenunterführung im Osten soll noch eine Überführung im Westen des Bahnhofs entstehen. Die Bauarbeiten sollen von 2014 bis 2019 dauern und sind mit 172 Millionen Franken budgetiert.
In Genf wird der Bahnhof Cornavin um einen Tiefbahnhof mit zwei unterirdischen Geleisen erweitert und die Haltestelle in La Plaine wird auf 225 Meter verlängert. Weitere kleinere Bauten sind zwischen Lausanne und Genf geplant, zum Beispiel ein bahnsteigloses Überholgleis zwischen Coppet und Founex, damit langsamere Güterzüge zügig passiert werden können, und Kreuzungspunkte in Mies und Chambésy.

## Konsequenzen des Umbaus für den Bahnverkehr
Während der Bauarbeiten ist die Kapazität des Bahnhofs Lausanne beeinträchtigt, und die Strecke Renens–Lausanne kann nur 16 Züge/Stunde aufnehmen. Der direkte Zug Basel–Biel–Lausanne wird um eine halbe Stunde verschoben (d. h. eine halbe Stunde Wartezeit oder zusätzliche Umstiege für Reisende aus Deutschland), und für Reisende von Aarau, Olten und Solothurn nach Lausanne ergeben sich Umstiege mit 10 bis 15 Minuten zusätzlicher Reisezeit. Für Reisende von Basel nach Genf ergeben sich zusätzliche Umstiege, jedoch ohne zusätzliche Reisezeit.